# Taxco de Alarcón
Taxco de Alarcón (solitamente indicata semplicemente come Taxco) (spagnolo ) è una piccola città e centro amministrativo della relativa municipalità nel Messico meridionale, all'interno dello stato di Guerrero. Taxco si trova nella parte centro-settentrionale dello stato, 36 chilometri dalla città di Iguala, 135 chilometri dalla capitale dello stato Chilpancingo e 170 chilometri a sud ovest di Città del Messico.
La città è una importante località turistica e una delle più importanti località dello stato di Guerrero, dal 2002 fa parte del programma Pueblos Mágicos.

## Storia
Nel periodo precolombiano la zona era abitata dai Tlahuicas, una tribù nahua. A circa 10 Km dalla città odierna si trovava la città india di Tlacho, luogo dove si gioca a palla in lingua nahuatl. Gli aztechi, sotto i sovrani Itzcóatl e Moctezuma I, conquistarono Taxco verso la metà del XV secolo. Gli spagnoli vi giunsero nel 1522 e nel 1529 fondarono la località di El Real de Tetzelcingo, che prese il nome attuale nel 1581.
Taxco de Alarcón è il centro minerario più antico del continente, motivo per il quale è conosciuto per le sue miniere d'argento che esistono dall'epoca coloniale. La tradizione degli artigiani della lavorazione dell'argento è riconosciuta a livello mondiale. Al giorno d'oggi, nonostante tutto, le miniere non sono più un'attività redditizia. Dal 1800 la popolazione di Taxco iniziò a estrarre l'argento, e al momento non ne rimane molto, a causa dello scioglimento della miniera e per l'enorme estrazione avvenuta in passato.
Sulle colline di Taxco, nel 1959, si tolse la vita il pittore surrealista Wolfgang Paalen.
Nel 1985 vi si svolse un importante torneo interzonale di scacchi, valido come qualificazione per il campionato del mondo, che venne vinto da Jan Timman con 12 punti su 15 partite.

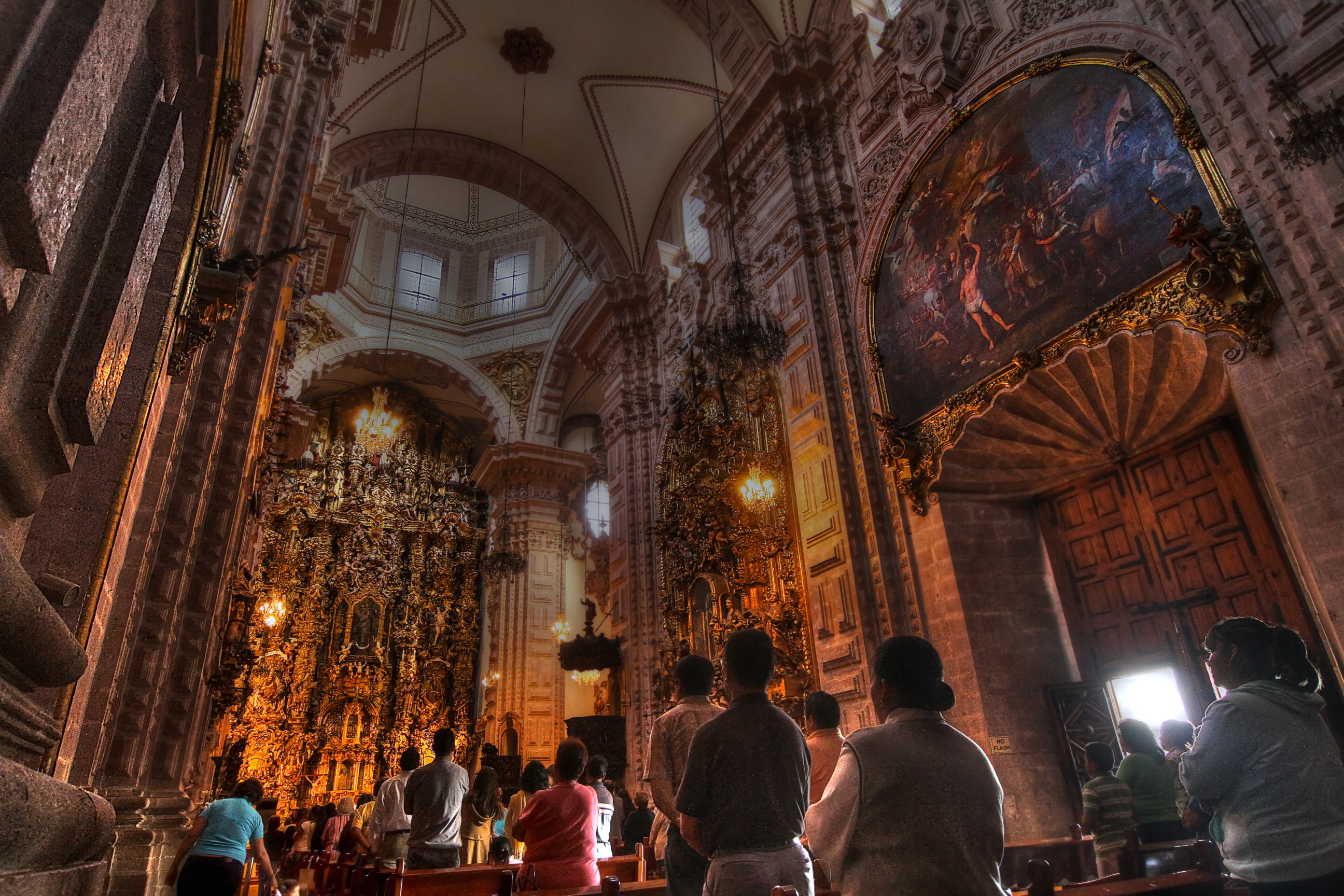
Santa Prisca HDR Photography Claudio Giovenzana www.longwalk.it